# 財閥復讐〜兄嫁になった元嫁へ〜
『財閥復讐〜兄嫁になった元嫁へ〜』（ざいばつふくしゅう あによめになったもとよめへ）は、MANGAmuse・テレビ東京・国井桂原作による日本の漫画作品。ネームは安田瞼、作画は可々、制作はMANGAmuseとデジタル職人が行っている。「LINEマンガ」「ebookjapan」にて、2024年11月29日より連載中。
テレビ東京とアミューズクリエイティブスタジオが共同制作したウェブトゥーンで、両社がメディアミックスを見据え漫画の制作からドラマ放送までを手掛ける企画。
2025年1月より、テレビ東京系にてテレビドラマが放送された。

## テレビドラマ
2025年1月6日から3月10日までテレビ東京系「ドラマプレミア23」枠で放送された。主演は渡邊圭祐と瀧本美織。

### キャスト

#### 主要人物
伊勢由貴也（いせ ゆきや）
演 - 渡邊圭祐（幼少期：穐本陽月）
伊勢財閥の次男。シングルマザーの家庭で育てられ、幼い頃に母が亡くなり、実父である伊勢征一郎の養子となった。
「愛人の子供」として散々一族から虐げられてきた。そして、成長すると伊勢グループ株式会社ITシステム部門のホワイトハッカーとして伊勢一族の尻ぬぐいをさせられていた。伊勢グループの不正の証拠をつかんで糾弾しようとした矢先、妻の絵理香が雅之の子を妊娠。証拠を握りつぶされ、伊勢家からも追い出されてしまう。
伊勢絵理香（いせ えりか）
演 - 瀧本美織（幼少期：酒井カンナ）
旧姓は佐藤。本編の2年前に由貴也と出会い、結婚。しかし、伊勢財閥の長男・雅之と不倫し彼の子を妊娠したため、由貴也とは離婚してただ伊勢家の長男というだけで愛してもいない上愛情の欠片のない雅之と不倫略奪愛の果て雅之を騙して地位と財産目当てで恥を知らずに再婚して成り上がる。
幼少期は貧困生活を強いられた、元は貧乏人の娘。非常に野心と出世欲がある。「伊勢家の人間」というプライドが強く、計算高い。見栄っ張りで自己中心的な歪んだ腹黒い本性を見せると、由貴也を「わたしの幸せの邪魔をしないで」と突き放す。分不相応な家柄に嫁いできた嫁の貧しい血筋が気に入らない義父母である征一郎と響子からは、あの手この手で「若いだけが取り柄のロクに教育を受けていない貧乏人の娘」と、ことごとくイヤミを言われ、イビられ続けている。
失脚した悟史に代わってiSEインターファッション株式会社の取締役社長に就任。征一郎が亡くなると伊勢グループの副会長に就任する。

#### 伊勢一族
伊勢征一郎（いせ せいいちろう）
演 - 渡辺いっけい
由貴也の実父。日本有数の大企業 伊勢グループ株式会社 代表取締役会長。持病を抱えている。
松嶋沙織が亡くなった後、由貴也を引き取って育てている。幼少の頃から由貴也に沙織を重ねてしまい、強く当たり続けてきた。伊勢家から追い出した張本人。
第7話にて逝去。
伊勢響子（いせ きょうこ）
演 - 高岡早紀
征一郎の妻。由貴也の義母であり雅之の実母。幼い頃から由貴也を「愛人の子供」と明確に差別し見下し、雅之をロクに躾もせず、「マサくん」と甘やかし放題に溺愛し、過保護に育ててきた冷酷な毒母。征一郎との夫婦仲は悪いうえ、とっくに冷え切っており、家庭内別居中。
裏では伊勢グループの資金に勝手に手をつけ、投資と称して気に入った男性たちと豪遊して派手に遊んでいる。いい歳をして見栄っ張り。自由奔放に振る舞い、贅沢三昧に暮らし、金と男と下半身にだらしがない。
由貴也によって2番目に復讐される。
伊勢雅之（いせ まさゆき）
演 - 武田航平（幼少期：井上涼太）
征一郎と響子の息子。由貴也の異母兄。伊勢財閥の長男。伊勢グループの中核を担う伊勢物産株式会社 代表取締役社長。
世間知らずで苦労知らず。人望はなく、周りからおだてられている単純な人柄。甘やかされて育ったマザコンのためか、ワガママで、いざというときに打たれ弱い。また、絵理香が本性を隠して地位と財産目当てで自身に近づいて騙して結婚したことに未だ気がついていない。同時に、花歩に未練がある態度を見せるため、絵理香の怒りを買う。
征一郎が亡くなると伊勢グループの会長に就任する。
伊勢悟史（いせ さとし）
演 - 猪塚健太（第1話 - 第3話・第9話、幼少期：加藤櫻華）
由貴也・雅之の従兄弟。伊勢財閥のグループ企業・iSEインターファッション株式会社 代表取締役社長。伊勢家を追い出されてからはフードデリバリーの配達員をしている。
伊勢家の顔色をうかがって機嫌を取り、付き従うことで地位を保ってきた。経営センスはないに等しく、当然仕事はできない。日々の鬱憤の矛先を社員に向けており、評判は最悪。パワハラやモラハラは日常茶飯事。
由貴也によって最初に復讐され、社会的に抹殺される。
伊勢花歩（いせ かほ）
演 - 宇垣美里
雅之の妻。なかなか子どもができず、一族からプレッシャーをかけられている。由貴也の理解者であり、仲は良好。絵理香が妊娠したため、雅之とは離婚することになったことが原因で自殺を図り、意識不明のままの寝たきりとなる。
第6話で意識を取り戻すも錯乱状態であった。
由貴也と同じく雅之と絵理香に憎悪と復讐心を抱き、雅之と絵理香の社会的抹殺を望んでおり共犯者であり協力者となる。
伊勢雅（いせ みやび）
演 - 渡辺開晴、大林蒼空（幼児期：竹内龍生）
絵理香と雅之の子供。不倫の末の不義の子。

#### 周辺人物
佐竹玲央
演 - 西垣匠
響子の寵愛を受ける若手起業家。合名会社「マーブル」代表。福祉分野に関心があり、「ほかほ家」を通じて由貴也と交流を持つ。
松嶋沙織
演 - 村川絵梨
由貴也の実母。家業の松嶋電機を営みながら女手一つで由貴也を育てていた。伊勢グループの買収が決まった直後、工場の火事によって亡くなっている。
和泉琴子
演 - 小川李奈
iSEインターファッション 渋谷店の契約社員。シングルマザー。由貴也が手伝う子ども食堂「ほかほ家」の世話になる。社長が悟史から絵里香に代わると、シングルマザーであることを理由にクビ同然で契約を解除される。
進藤フユ
演 - 宮田早苗
伊勢家の家政婦。勤続は40年以上。由貴也が小さい頃から見守っており、彼には母親のような存在。未だに「坊ちゃん」と呼んで接している。
復讐を企てた由貴也からは味方だと思われていたが、1度も身を挺して守ってもらったことがないと気がついて「所詮は何も言えない家政婦にすぎない」「あなたは味方ではない」と言葉をぶつけられる。
藤原信男
演 - 阪田マサノブ
次期総理大臣候補の呼び声高い大物政治家。伊勢家と強いつながりがある。
和泉樹奈
演 - 笹原妃栞
琴子の娘。

#### ゲスト
第1話
- 高橋（伊勢家の部下） - カトウシンスケ（第3話 - 第5話・第7話・第9話）
- 熊木（iSEインターファッション 社員） - 栗谷（カカロニ）（第2話）
- 伊勢彩美（悟史の妻） - ほりゆり（第2話）

第2話
- 社員（iSEインターファッション 社員） - 和田光沙
- 田中（パーティーの客） - たなか（Dios）
- 記者（謝罪会見の記者） - 谷麻帆、元田牧子、諸喜田智也
- 司会者 - 志武明日香
- 清水てっぺい、結城陽葵、日比茉鈴、大岩世奈、朝陽りさ

第3話
- 伊勢響子の部下 - 千代將太
- 家庭教師 - 坂巻ノア
- 施設職員 - 阿部凛（第6話）
- 起業家 - 梶原颯
- 上田操（第5話）

第6話
- 留置係 - 辻京太

第7話
- 伊勢雅之の商談相手 - パオロ
- 伊勢雅之の部下 - 生沼勇（第8話・第9話）

第8話
- アナウンサー（伊勢征一郎の訃報を報じる） - 中川聡（テレビ東京アナウンサー、第9話）

第9話
- フードデリバリーの客 - ひょうろく
- 雅之の部下 - 木川淳一
- 絵理香の部下 - 矢島理佐
- アナウンサー - 松澤亜海（テレビ東京アナウンサー）

最終話
- 子ども（子ども食堂「ほかほ家」利用者） - 笹原妃菜
- 伊勢家の部下 - 檜尾健太、岡崎克哉

### スタッフ
- 原作 - MANGAmuse・テレビ東京・国井桂『財閥復讐〜兄嫁になった元嫁へ〜』（AMUSE CREATIVE STUDIO・テレビ東京刊）[4]
- 脚本 - 上村奈帆、倉地雄大（テレビ東京）[4]
- 監督 - 上村奈帆、的場政行[4]
- 音楽 - 齋藤優輝[4]
- オープニングテーマ - Dios「芝居の終焉」（Dawn Dawn Dawn Records）[25]
- エンディングテーマ - カメレオン・ライム・ウーピーパイ「Secret March」（CLWP Records）[26]
- チーフプロデューサー - 祖父江里奈（テレビ東京）[4]
- プロデューサー - 倉地雄大（テレビ東京）、阿南史剛、清家優輝[4]
- 制作 - テレビ東京、ファインエンターテイメント[4]
- 製作著作 - 「財閥復讐」製作委員会[4]

### 放送日程
| 各話          | 放送日  | サブタイトル           | 脚本     | 監督              |
| ------------- | ------- | ---------------------- | -------- | ----------------- |
| Episode.1     | 1月06日 | 不幸のどん底           | 上村奈帆 | 上村奈帆          |
| Episode.2     | 1月13日 | 哀れな二人に乾杯       | 上村奈帆 | 上村奈帆          |
| Episode.3     | 1月20日 | エンターテイナーであれ | 上村奈帆 | 的場政行          |
| Episode.4     | 1月27日 | 身から出た錆           | 上村奈帆 | 的場政行          |
| Episode.5     | 2月03日 | 刺し違える覚悟         | 上村奈帆 | 上村奈帆          |
| Episode.6     | 2月10日 | 私の邪魔しないで       | 上村奈帆 | 的場政行          |
| Episode.7     | 2月17日 | 死ぬまで罰を受け続けろ | 上村奈帆 | 上村奈帆 的場政行 |
| Episode.8     | 2月24日 | あなたはきっと後悔する | 倉地雄大 | 的場政行          |
| Episode.9     | 3月03日 | 逃げられると思うなよ   | 倉地雄大 | 上村奈帆 的場政行 |
| Final Episode | 3月10日 | さようなら             | 上村奈帆 | 上村奈帆          |

- Episode.9は30分繰り下げげられ、23時36分 - 翌0時25分に放送された。
- Final Episodeは10分繰り下げられ、23時16分 - 翌0時5分に放送された。

### 放送局
| 放送期間               | 放送時間           | 放送局         | 対象地域       | 備考   |
| ---------------------- | ------------------ | -------------- | -------------- | ------ |
| 2025年1月6日 - 3月10日 | 月曜 23:06 - 23:55 | テレビ東京     | 関東広域圏     | 製作局 |
|                        |                    | テレビ大阪     | 大阪府         |        |
|                        |                    | テレビ愛知     | 愛知県         |        |
|                        |                    | テレビせとうち | 岡山県・香川県 |        |
|                        |                    | テレビ北海道   | 北海道         |        |
|                        |                    | TVQ九州放送    | 福岡県         | [ 4 ]  |

### ネット配信
| 配信開始月 | 配信サイト     | 配信料金     | 備考       |
| ---------- | -------------- | ------------ | ---------- |
| 2025年1月  | ネットもテレ東 | 広告付き無料 | 見逃し配信 |
| 2025年1月  | TVer           | 広告付き無料 | 見逃し配信 |
| 2025年1月  | U-NEXT         | 定額制有料   | 見放題配信 |
| 2025年1月  | Lemino         | 定額制有料   | 見放題配信 |

| テレビ東京系 ドラマプレミア23                               | テレビ東京系 ドラマプレミア23                             | テレビ東京系 ドラマプレミア23                     |
| 前番組                                                      | 番組名                                                    | 次番組                                            |
| ----------------------------------------------------------- | --------------------------------------------------------- | ------------------------------------------------- |
| Qrosの女 スクープという名の狂気 （2024年10月7日 - 12月9日） | 財閥復讐〜兄嫁になった元嫁へ〜 （2025年1月6日 - 3月10日） | 夫よ、死んでくれないか （2025年4月7日 - 6月23日） |